# Zavalla (Texas)
Zavalla je město v okrese Angelina County ve státě Texas ve Spojených státech amerických. V roce 2020 zde žilo 603 obyvatel a s celkovou rozlohou 5,4 km² byla hustota zalidnění 110,8 obyvatel na km².